# Shimmura Izuru

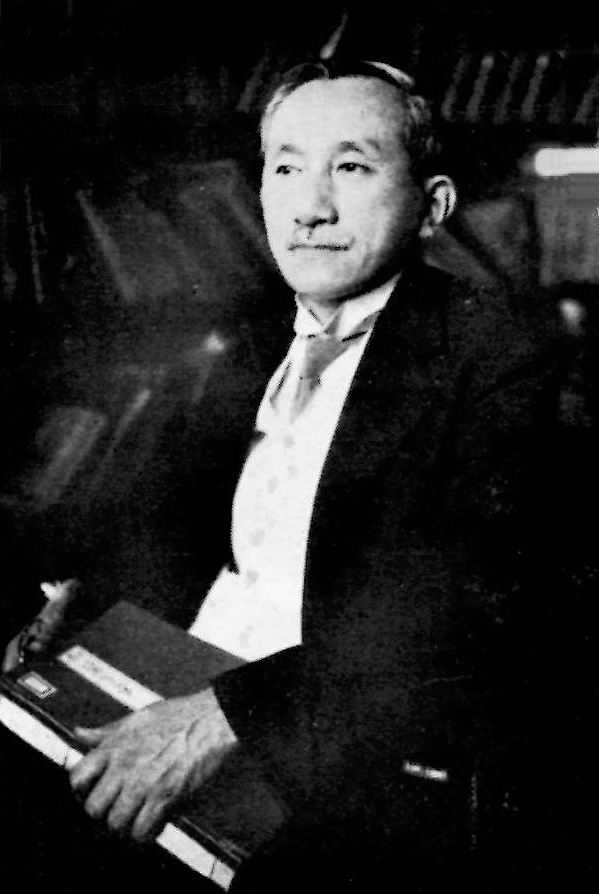
Shimmura Izuru

Shimmura Izuru (japanisch 新村 出, Go: Chōzan (重山); geboren 4. Oktober 1876 in der Präfektur Yamaguchi; gestorben 17. August 1967 in Kyōto) war ein japanischer Linguist.

## Leben und Wirken
Shimmura Izuru machte 1899 seinen Abschluss an der Universität Tōkyō im Fach Sprachwissenschaft. Nachdem er Assistenzprofessor an seiner Alma Mater war und sich in Europa weitergebildet hatte, wurde er Professor für Linguistik an der Universität Kyōto. Dort wirkte er, bis  er als „Meiyo Kyōju“ verabschiedet wurde.
In der Tradition von Ueda Kazutoshi bemühte er sich, westliche linguistische Ideen für Japan nutzbar zu machen, wie sie Saussure vertrat. Er beschäftigte sich wissenschaftlich mit Sprachen, insbesondere mit dem Japanischen. Er beschäftigte sich auch mit der Einführung westlicher Kultur im Japan der Muromachi- und Edo-Zeit, bekannt als Namban-Kultur. Er gab 1935 das Begriffswörterbuch „Jien“ (辞苑) heraus, und 1955 gemeinsam mit seinem Sohn Shimmura Takeshi (1905–1982) eine erweiterte Ausgabe, das bekannte „Kōjien“ (広辞苑).
Zu Shimmuras sprachwissenschaftlichen Veröffentlichungen gehören „Überlegungen zur Geschichte der Sprachen Ostasiens“ (東方言語史叢考, Tōhō gengo-shi sōkō) 1927, „Quellen zu den Ostasien-Sprachen“ (東亜語源志, Tōa-go genshi) 1930. Daneben publiziert er zur Namban-Kultur „Mehrfarbiges Namban“ (南蛮更紗、Namban sarasa) 1924, „Namban Berichte“ (南蛮広記, Namban kōki) 1925 und eine „Kulturgeschichte des Christentums in Japan“  (日本吉利支丹文化史, Nihon Christian bunka-shi) 1940. Sein Gesamtwerk „新村出全集“ wurde von 1971 bis 1973 in 15 Bänden publiziert.
1956 wurde Shinmura als Person mit besonderen kulturellen Verdiensten geehrt und im gleichen Jahr mit dem Kulturorden ausgezeichnet. Zur Würdigung seiner Forschung und zum Andenken an ihn wurde 1982 der Shinmura-Izuru-Preis für herausragende Leistungen auf dem Gebiet der Philologie und Sprachwissenschaft eingerichtet.